# Dysstroma subumbrata
Dysstroma subumbrata là một loài bướm đêm trong họ Geometridae.